# Верховна Рада України V скликання
Верховна Рада України 5-го скликання — обрана на парламентських виборах 26 березня 2006 року. Розпущена 5 червня 2007 року за указом Президента України Віктора Ющенка через порушення конституційних норм щодо формування коаліції депутатських фракцій.

## Склад
Сформована за результатами виборів до Верховної Ради 26 березня 2006 року.
|         | Партія                       | Лідер                         | % голосів | Депутати |
| ------- | ---------------------------- | ----------------------------- | --------- | -------- |
|         | Партія регіонів              | Янукович Віктор Федорович     | 32,14     | 189      |
|         | Блок Юлії Тимошенко          | Тимошенко Юлія Володимирівна  | 22,29     | 129      |
|         | Блок «Наша Україна»          | Єхануров Юрій Іванович        | 13,95     | 81       |
|         | Соціалістична партія України | Мороз Олександр Олександрович | 5,69      | 33       |
|         | Комуністична партія України  | Симоненко Петро Миколайович   | 3,66      | 21       |
| Загалом | Загалом                      | Загалом                       | Загалом   | 450      |

## Керівництво
| Посада        | Особа                         | Час на посаді                    | Партія                       |
| ------------- | ----------------------------- | -------------------------------- | ---------------------------- |
| Голова        | Мороз Олександр Олександрович | 6 липня 2006 — 23 листопада 2007 | Соціалістична партія України |
| 1-й Заступник | Мартинюк Адам Іванович        | 11 липня 2006 — 20 вересня 2007  | Комуністична партія України  |
| Заступник     | Томенко Микола Володимирович  | 8 лютого 2007 — 14 червня 2007   | Блок Юлії Тимошенко          |

## Робота

### Закони
- 28 листопада 2006: прийнято Закон України «Про Голодомор 1932-1933 років в Україні»

## Депутати
Список депутатів
| ПІБ                                    | Фото | Партія                       | № у списку | Початок повноважень | Кінець повноважень |
| -------------------------------------- | ---- | ---------------------------- | ---------- | ------------------- | ------------------ |
| Янукович Віктор Федорович              |      | Партія регіонів              | 1          | 25.05.2006          | 12.09.2006         |
| Карпачова Ніна Іванівна                |      | Партія регіонів              | 2          | 25.05.2006          | 08.02.2007         |
| Скудар Георгій Маркович                |      | Партія регіонів              | 3          | 25.05.2006          | 23.11.2007         |
| Чорновіл Тарас Вячеславович            |      | Партія регіонів              | 4          | 25.05.2006          | 23.11.2007         |
| Богуслаєв Вячеслав Олександрович       |      | Партія регіонів              | 5          | 25.05.2006          | 23.11.2007         |
| Богатирьова Раїса Василівна            |      | Партія регіонів              | 6          | 25.05.2006          | 23.11.2007         |
| Ахметов Рінат Леонідович               |      | Партія регіонів              | 7          | 25.05.2006          | 23.11.2007         |
| Тихонов Віктор Миколайович             |      | Партія регіонів              | 8          | 25.05.2006          | 23.11.2007         |
| Звягільський Юхим Леонідович           |      | Партія регіонів              | 9          | 25.05.2006          | 23.11.2007         |
| Колесніков Борис Вікторович            |      | Партія регіонів              | 10         | 25.05.2006          | 23.11.2007         |
| Кушнарьов Євгеній Петрович             |      | Партія регіонів              | 11         | 25.05.2006          | 17.01.2007         |
| Азаров Микола Янович                   |      | Партія регіонів              | 12         | 25.05.2006          | 12.09.2006         |
| Рибак Володимир Васильович             |      | Партія регіонів              | 13         | 25.05.2006          | 12.09.2006         |
| Клюєв Андрій Петрович                  |      | Партія регіонів              | 14         | 25.05.2006          | 12.09.2006         |
| Хомутиннік Віталій Юрійович            |      | Партія регіонів              | 15         | 25.05.2006          | 23.11.2007         |
| Литвинов Леонід Федорович              |      | Партія регіонів              | 16         | 25.05.2006          | 23.11.2007         |
| Янковський Микола Андрійович           |      | Партія регіонів              | 17         | 25.05.2006          | 23.11.2007         |
| Ландик Валентин Іванович               |      | Партія регіонів              | 18         | 25.05.2006          | 23.11.2007         |
| Єфремов Олександр Сергійович           |      | Партія регіонів              | 19         | 25.05.2006          | 23.11.2007         |
| Табачнік Яків Піневич                  |      | Партія регіонів              | 20         | 25.05.2006          | 23.11.2007         |
| Пригодський Антон Вікентійович         |      | Партія регіонів              | 21         | 25.05.2006          | 23.11.2007         |
| Джарти Василь Георгійович              |      | Партія регіонів              | 22         | 25.05.2006          | 12.09.2006         |
| Стоян Олександр Миколайович            |      | Партія регіонів              | 23         | 25.05.2006          | 23.11.2007         |
| Хара Василь Георгійович                |      | Партія регіонів              | 24         | 25.05.2006          | 23.11.2007         |
| Турманов Віктор Іванович               |      | Партія регіонів              | 25         | 25.05.2006          | 23.11.2007         |
| Лукаш Олена Леонідівна                 |      | Партія регіонів              | 26         | 25.05.2006          | 11.01.2007         |
| Ківалов Сергій Васильович              |      | Партія регіонів              | 27         | 25.05.2006          | 23.11.2007         |
| Дейч Борис Давидович                   |      | Партія регіонів              | 28         | 25.05.2006          | 23.11.2007         |
| Костусєв Олексій Олексійович           |      | Партія регіонів              | 29         | 25.05.2006          | 05.09.2006         |
| Потапов Василь Іванович                |      | Партія регіонів              | 30         | 25.05.2006          | 23.11.2007         |
| Білий Олексій Петрович                 |      | Партія регіонів              | 31         | 25.05.2006          | 23.11.2007         |
| Савчук Олександр Володимирович         |      | Партія регіонів              | 32         | 25.05.2006          | 23.11.2007         |
| Бахтеєва Тетяна Дмитрівна              |      | Партія регіонів              | 33         | 25.05.2006          | 23.11.2007         |
| Кисельов Василь Олексійович            |      | Партія регіонів              | 34         | 25.05.2006          | 23.11.2007         |
| Царьов Олег Анатолійович               |      | Партія регіонів              | 35         | 14.06.2006          | 23.11.2007         |
| Петров Борис Федорович                 |      | Партія регіонів              | 36         | 25.05.2006          | 23.11.2007         |
| Горбаль Василь Михайлович              |      | Партія регіонів              | 37         | 25.05.2006          | 23.11.2007         |
| Шкіря Ігор Миколайович                 |      | Партія регіонів              | 38         | 25.05.2006          | 23.11.2007         |
| Клімов Леонід Михайлович               |      | Партія регіонів              | 39         | 25.05.2006          | 23.11.2007         |
| Круглов Микола Петрович                |      | Партія регіонів              | 40         | 25.05.2006          | 23.11.2007         |
| Сафіуллін Равіль Сафович               |      | Партія регіонів              | 41         | 25.05.2006          | 23.11.2007         |
| Прасолов Ігор Миколайович              |      | Партія регіонів              | 43         | 25.05.2006          | 23.11.2007         |
| Пеклушенко Олександр Миколайович       |      | Партія регіонів              | 44         | 25.05.2006          | 23.11.2007         |
| Прокопенко Віктор Євгенович            |      | Партія регіонів              | 45         | 25.05.2006          | 18.08.2007         |
| Кириченко Людмила Федорівна            |      | Партія регіонів              | 46         | 25.05.2006          | 23.11.2007         |
| Сулковський Павло Гнатович             |      | Партія регіонів              | 47         | 25.05.2006          | 23.11.2007         |
| Макеєнко Володимир Володимирович       |      | Партія регіонів              | 48         | 25.05.2006          | 23.11.2007         |
| Тулуб Сергій Борисович                 |      | Партія регіонів              | 49         | 25.05.2006          | 12.09.2006         |
| Павленко Едуард Іванович               |      | Партія регіонів              | 50         | 25.05.2006          | 23.11.2007         |
| Гуменюк Ігор Миколайович               |      | Партія регіонів              | 51         | 25.05.2006          | 23.11.2007         |
| Колоцей Юрій Олександрович             |      | Партія регіонів              | 52         | 25.05.2006          | 23.11.2007         |
| Лєщинський Олександр Олегович          |      | Партія регіонів              | 53         | 25.05.2006          | 23.11.2007         |
| Ландік Володимир Іванович              |      | Партія регіонів              | 54         | 25.05.2006          | 23.11.2007         |
| Прутнік Едуард Анатолійович            |      | Партія регіонів              | 55         | 25.05.2006          | 05.10.2006         |
| Джига Микола Васильович                |      | Партія регіонів              | 56         | 25.05.2006          | 23.11.2007         |
| Момот Сергій Васильович                |      | Партія регіонів              | 57         | 25.05.2006          | 23.11.2007         |
| Самойленко Юрій Павлович               |      | Партія регіонів              | 58         | 25.05.2006          | 23.11.2007         |
| Вілкул Олександр Юрійович              |      | Партія регіонів              | 59         | 25.05.2006          | 23.11.2007         |
| Бевзенко Валерій Федорович             |      | Партія регіонів              | 60         | 25.05.2006          | 23.11.2007         |
| Корж Павло Петрович                    |      | Партія регіонів              | 61         | 25.05.2006          | 23.11.2007         |
| Клюєв Сергій Петрович                  |      | Партія регіонів              | 62         | 25.05.2006          | 23.11.2007         |
| Святаш Дмитро Володимирович            |      | Партія регіонів              | 63         | 25.05.2006          | 23.11.2007         |
| Малишев Володимир Степанович           |      | Партія регіонів              | 64         | 25.05.2006          | 23.11.2007         |
| Ларін Сергій Миколайович               |      | Партія регіонів              | 65         | 25.05.2006          | 23.11.2007         |
| Мальцев Володимир Олександрович        |      | Партія регіонів              | 66         | 25.05.2006          | 23.11.2007         |
| Климець Павло Анатолійович             |      | Партія регіонів              | 67         | 25.05.2006          | 23.11.2007         |
| Притика Дмитро Микитович               |      | Партія регіонів              | 68         | 25.05.2006          | 23.11.2007         |
| Сухий Ярослав Михайлович               |      | Партія регіонів              | 69         | 25.05.2006          | 23.11.2007         |
| Кий Сергій Вікторович                  |      | Партія регіонів              | 70         | 25.05.2006          | 23.11.2007         |
| Коржев Анатолій Леонідович             |      | Партія регіонів              | 71         | 25.05.2006          | 23.11.2007         |
| Аркаллаєв Нуруліслам Гаджиєвич         |      | Партія регіонів              | 72         | 25.05.2006          | 23.11.2007         |
| Ярощук Володимир Іванович              |      | Партія регіонів              | 73         | 25.05.2006          | 23.11.2007         |
| Воропаєв Юрій Миколайович              |      | Партія регіонів              | 74         | 25.05.2006          | 23.11.2007         |
| Васильєв Олександр Андрійович          |      | Партія регіонів              | 75         | 25.05.2006          | 23.11.2007         |
| Вечерко Володимир Миколайович          |      | Партія регіонів              | 77         | 25.05.2006          | 23.11.2007         |
| Вернидубов Іван Васильович             |      | Партія регіонів              | 78         | 25.05.2006          | 23.11.2007         |
| Гєллєр Євгеній Борисович               |      | Партія регіонів              | 79         | 25.05.2006          | 23.11.2007         |
| Сівкович Володимир Леонідович          |      | Партія регіонів              | 80         | 25.05.2006          | 23.11.2007         |
| Бондаренко Віктор Вікторович           |      | Партія регіонів              | 81         | 25.05.2006          | 23.11.2007         |
| Сандлер Дмитро Михайлович              |      | Партія регіонів              | 82         | 25.05.2006          | 23.11.2007         |
| Селіваров Андрій Борисович             |      | Партія регіонів              | 83         | 25.05.2006          | 23.11.2007         |
| Мельник Станіслав Анатолійович         |      | Партія регіонів              | 84         | 25.05.2006          | 23.11.2007         |
| Чертков Юрій Дмитрович                 |      | Партія регіонів              | 85         | 25.05.2006          | 23.11.2007         |
| Слаута Віктор Андрійович               |      | Партія регіонів              | 86         | 25.05.2006          | 22.02.2007         |
| Орлов Андрій Вікторович                |      | Партія регіонів              | 87         | 25.05.2006          | 23.11.2007         |
| Саламатін Дмитро Альбертович           |      | Партія регіонів              | 88         | 25.05.2006          | 23.11.2007         |
| Дарда Олександр Панасович              |      | Партія регіонів              | 89         | 25.05.2006          | 23.11.2007         |
| Янукович Віктор Вікторович             |      | Партія регіонів              | 90         | 25.05.2006          | 23.11.2007         |
| Лелюк Олексій Володимирович            |      | Партія регіонів              | 91         | 25.05.2006          | 23.11.2007         |
| Козак Володимир Васильович             |      | Партія регіонів              | 92         | 25.05.2006          | 12.09.2006         |
| Демянко Микола Іванович                |      | Партія регіонів              | 93         | 25.05.2006          | 23.11.2007         |
| Смітюх Григорій Євдокимович            |      | Партія регіонів              | 94         | 25.05.2006          | 23.11.2007         |
| Скубашевський Станіслав Валеріанович   |      | Партія регіонів              | 95         | 25.05.2006          | 23.11.2007         |
| Піскун Святослав Михайлович            |      | Партія регіонів              | 96         | 25.05.2006          | 23.11.2007         |
| Лисов Ігор Володимирович               |      | Партія регіонів              | 97         | 25.05.2006          | 23.11.2007         |
| Кукоба Анатолій Тихонович              |      | Партія регіонів              | 98         | 25.05.2006          | 23.11.2007         |
| Присяжнюк Микола Володимирович         |      | Партія регіонів              | 99         | 25.05.2006          | 23.11.2007         |
| Самофалов Геннадій Григорович          |      | Партія регіонів              | 100        | 25.05.2006          | 23.11.2007         |
| Бондик Валерій Анатолійович            |      | Партія регіонів              | 101        | 25.05.2006          | 15.03.2007         |
| Матвійчук Едуард Леонідович            |      | Партія регіонів              | 102        | 25.05.2006          | 23.11.2007         |
| Тедеєв Ельбрус Сосланович              |      | Партія регіонів              | 103        | 25.05.2006          | 23.11.2007         |
| Борт Віталій Петрович                  |      | Партія регіонів              | 105        | 25.05.2006          | 23.11.2007         |
| Герман Ганна Миколаївна                |      | Партія регіонів              | 106        | 25.05.2006          | 23.11.2007         |
| Кальніченко Ігор Вікторович            |      | Партія регіонів              | 107        | 25.05.2006          | 23.11.2007         |
| Лісін Микола Павлович                  |      | Партія регіонів              | 108        | 25.05.2006          | 23.11.2007         |
| Бурлаков Павло Миколайович             |      | Партія регіонів              | 109        | 25.05.2006          | 23.11.2007         |
| Злочевський Микола Владиславович       |      | Партія регіонів              | 110        | 25.05.2006          | 23.11.2007         |
| Римарук Олександр Іванович             |      | Партія регіонів              | 111        | 25.05.2006          | 23.11.2007         |
| Чечетов Михайло Васильович             |      | Партія регіонів              | 112        | 25.05.2006          | 23.11.2007         |
| Плотніков Олексій Віталійович          |      | Партія регіонів              | 113        | 25.05.2006          | 23.11.2007         |
| Бронніков Володимир Костянтинович      |      | Партія регіонів              | 114        | 25.05.2006          | 23.11.2007         |
| Комар Микола Степанович                |      | Партія регіонів              | 115        | 25.05.2006          | 23.11.2007         |
| Корсаков Олексій Якович                |      | Партія регіонів              | 116        | 25.05.2006          | 23.11.2007         |
| Засуха Тетяна Володимирівна            |      | Партія регіонів              | 117        | 25.05.2006          | 23.11.2007         |
| Журавко Олексій Валерійович            |      | Партія регіонів              | 118        | 25.05.2006          | 23.11.2007         |
| Ковальова Юлія Вікторівна              |      | Партія регіонів              | 119        | 25.05.2006          | 23.11.2007         |
| Панасовський Олег Григорович           |      | Партія регіонів              | 120        | 25.05.2006          | 23.11.2007         |
| Антемюк Анатолій Дмитрович             |      | Партія регіонів              | 122        | 25.05.2006          | 09.05.2007         |
| Мірошниченко Юрій Романович            |      | Партія регіонів              | 123        | 25.05.2006          | 23.11.2007         |
| Мироненко Михайло Іванович             |      | Партія регіонів              | 124        | 25.05.2006          | 23.11.2007         |
| Бондаренко Олена Анатоліївна           |      | Партія регіонів              | 125        | 25.05.2006          | 23.11.2007         |
| Антипенко Ірина Вікторівна             |      | Партія регіонів              | 126        | 25.05.2006          | 23.11.2007         |
| Ілляшов Григорій Олексійович           |      | Партія регіонів              | 127        | 25.05.2006          | 23.11.2007         |
| Пшонка Артем Вікторович                |      | Партія регіонів              | 128        | 25.05.2006          | 23.11.2007         |
| Шенцев Дмитро Олексійович              |      | Партія регіонів              | 129        | 25.05.2006          | 23.11.2007         |
| Пєхота Володимир Юлійович              |      | Партія регіонів              | 130        | 25.05.2006          | 23.11.2007         |
| Ісаєв Леонід Олексійович               |      | Партія регіонів              | 131        | 25.05.2006          | 23.11.2007         |
| Писарчук Петро Іванович                |      | Партія регіонів              | 132        | 25.05.2006          | 23.11.2007         |
| Лук'янов Владислав Валентинович        |      | Партія регіонів              | 133        | 25.05.2006          | 23.11.2007         |
| Наконечний Володимир Леонтієвич        |      | Партія регіонів              | 134        | 25.05.2006          | 23.11.2007         |
| Лапін Євген Васильович                 |      | Партія регіонів              | 135        | 25.05.2006          | 23.11.2007         |
| Синиця Артем Миколайович               |      | Партія регіонів              | 136        | 25.05.2006          | 23.11.2007         |
| Фесенко Леонід Іванович                |      | Партія регіонів              | 137        | 25.05.2006          | 23.11.2007         |
| Зубанов Володимир Олександрович        |      | Партія регіонів              | 138        | 25.05.2006          | 23.11.2007         |
| Кожара Леонід Олександрович            |      | Партія регіонів              | 139        | 25.05.2006          | 23.11.2007         |
| Щербань Артем Володимирович            |      | Партія регіонів              | 140        | 25.05.2006          | 23.11.2007         |
| Євтухов Василь Іванович                |      | Партія регіонів              | 141        | 25.05.2006          | 23.11.2007         |
| Калетнік Григорій Миколайович          |      | Партія регіонів              | 142        | 25.05.2006          | 23.11.2007         |
| Мельник Петро Володимирович            |      | Партія регіонів              | 143        | 25.05.2006          | 23.11.2007         |
| Черноморов Олександр Миколайович       |      | Партія регіонів              | 144        | 25.05.2006          | 23.11.2007         |
| Козаков Ігор Володимирович             |      | Партія регіонів              | 145        | 25.05.2006          | 23.11.2007         |
| Маньковський Григорій Володимирович    |      | Партія регіонів              | 146        | 25.05.2006          | 23.11.2007         |
| Цапюк Степан Кирилович                 |      | Партія регіонів              | 147        | 25.05.2006          | 23.11.2007         |
| Романюк Микола Прокопович              |      | Партія регіонів              | 148        | 25.05.2006          | 23.11.2007         |
| Ледида Олександр Олександрович         |      | Партія регіонів              | 149        | 25.05.2006          | 23.11.2007         |
| Пачесюк Сергій Никонович               |      | Партія регіонів              | 150        | 25.05.2006          | 23.11.2007         |
| Бондар Володимир Олексійович           |      | Партія регіонів              | 152        | 25.05.2006          | 23.11.2007         |
| Ядуха Василь Степанович                |      | Партія регіонів              | 153        | 25.05.2006          | 23.11.2007         |
| Слободянюк Володимир Йосипович         |      | Партія регіонів              | 154        | 25.05.2006          | 23.11.2007         |
| Берташ Василь Михайлович               |      | Партія регіонів              | 155        | 25.05.2006          | 23.11.2007         |
| Горбатюк Анатолій Олексійович          |      | Партія регіонів              | 156        | 25.05.2006          | 23.11.2007         |
| Радзієвський Олексій Васильович        |      | Партія регіонів              | 157        | 25.05.2006          | 23.11.2007         |
| Личук Володимир Іванович               |      | Партія регіонів              | 158        | 25.05.2006          | 23.11.2007         |
| Муц Орест Павлович                     |      | Партія регіонів              | 159        | 25.05.2006          | 23.11.2007         |
| Гусаров Сергій Миколайович             |      | Партія регіонів              | 160        | 25.05.2006          | 23.11.2007         |
| Калашніков Олег Іванович               |      | Партія регіонів              | 161        | 25.05.2006          | 23.11.2007         |
| Болдирєв Юрій Олександрович            |      | Партія регіонів              | 162        | 25.05.2006          | 23.11.2007         |
| Петросов Валерій Альбертович           |      | Партія регіонів              | 163        | 25.05.2006          | 23.11.2007         |
| Каракай Юрій Васильович                |      | Партія регіонів              | 164        | 25.05.2006          | 23.11.2007         |
| Грицак Василь Миколайович              |      | Партія регіонів              | 165        | 25.05.2006          | 23.11.2007         |
| Заблоцький Віталій Петрович            |      | Партія регіонів              | 166        | 25.05.2006          | 23.11.2007         |
| Ковалевська Юлія Сергіївна             |      | Партія регіонів              | 167        | 25.05.2006          | 23.11.2007         |
| Калюжний Віталій Анатолійович          |      | Партія регіонів              | 168        | 25.05.2006          | 23.11.2007         |
| Нетецька Олена Анатоліївна             |      | Партія регіонів              | 169        | 25.05.2006          | 23.11.2007         |
| Кравцов Олександр Олегович             |      | Партія регіонів              | 170        | 25.05.2006          | 23.11.2007         |
| Кондратьєва Тетяна Василівна           |      | Партія регіонів              | 171        | 25.05.2006          | 23.11.2007         |
| Корж Віктор Петрович                   |      | Партія регіонів              | 172        | 25.05.2006          | 14.12.2006         |
| Попеску Іван Васильович                |      | Партія регіонів              | 173        | 25.05.2006          | 23.11.2007         |
| Зварич Ігор Теодорович                 |      | Партія регіонів              | 174        | 25.05.2006          | 23.11.2007         |
| Забарський Владислав Валерійович       |      | Партія регіонів              | 176        | 25.05.2006          | 23.11.2007         |
| Матюха Валерія Валеріївна              |      | Партія регіонів              | 177        | 25.05.2006          | 23.11.2007         |
| Біба Василь Тимофійович                |      | Партія регіонів              | 178        | 25.05.2006          | 24.05.2007         |
| Андрос Сергій Олександрович            |      | Партія регіонів              | 179        | 25.05.2006          | 23.11.2007         |
| Колесніченко Вадим Васильович          |      | Партія регіонів              | 180        | 25.05.2006          | 23.11.2007         |
| Чмир Юрій Павлович                     |      | Партія регіонів              | 181        | 25.05.2006          | 23.11.2007         |
| Козуб Олександр Андрійович             |      | Партія регіонів              | 183        | 25.05.2006          | 23.11.2007         |
| Майборода Сергій Федотович             |      | Партія регіонів              | 184        | 25.05.2006          | 23.11.2007         |
| Іванов Володимир Михайлович            |      | Партія регіонів              | 185        | 25.05.2006          | 23.11.2007         |
| Цюрко Петро Іванович                   |      | Партія регіонів              | 186        | 25.05.2006          | 23.11.2007         |
| Зац Олександр Вікторович               |      | Партія регіонів              | 187        | 25.05.2006          | 23.11.2007         |
| Пінчук Андрій Павлович                 |      | Партія регіонів              | 188        | 25.05.2006          | 23.11.2007         |
| Рижук Сергій Миколайович               |      | Партія регіонів              | 189        | 25.05.2006          | 23.11.2007         |
| Кальцев Сергій Федорович               |      | Партія регіонів              | 190        | 25.05.2006          | 23.11.2007         |
| Лещинський Олександр Михайлович        |      | Партія регіонів              | 191        | 25.05.2006          | 23.11.2007         |
| Галуненко Олександр Васильович         |      | Партія регіонів              | 192        | 25.05.2006          | 23.11.2007         |
| Руднік Анатолій Андрійович             |      | Партія регіонів              | 194        | 25.05.2006          | 23.11.2007         |
| Мітрошкін Ігор Олександрович           |      | Партія регіонів              | 195        | 14.09.2006          | 23.11.2007         |
| Фалько Володимир Іванович              |      | Партія регіонів              | 196        | 14.09.2006          | 23.11.2007         |
| Демчишен Василь Васильович             |      | Партія регіонів              | 197        | 14.09.2006          | 23.11.2007         |
| Разгоняєв Михайло Васильович           |      | Партія регіонів              | 198        | 14.09.2006          | 23.11.2007         |
| Якименко Микола Євгенійович            |      | Партія регіонів              | 199        | 14.09.2006          | 23.11.2007         |
| Літвінов Володимир Григорович          |      | Партія регіонів              | 200        | 14.09.2006          | 23.11.2007         |
| Демидко Володимир Миколайович          |      | Партія регіонів              | 201        | 14.09.2006          | 23.11.2007         |
| Петрик Петро Пантилемонович            |      | Партія регіонів              | 202        | 17.10.2006          | 23.11.2007         |
| Єгоренко Тамара Василівна              |      | Партія регіонів              | 203        | 17.10.2006          | 23.11.2007         |
| Сокіл Андрій Олексійович               |      | Партія регіонів              | 204        | 19.12.2006          | 23.11.2007         |
| Кічатий Юрій Святославович             |      | Партія регіонів              | 205        | 12.01.2007          | 23.11.2007         |
| Солтус Павло Станіславович             |      | Партія регіонів              | 206        | 06.02.2007          | 23.11.2007         |
| Білаш Борис Федорович                  |      | Партія регіонів              | 207        | 20.02.2007          | 23.11.2007         |
| Волошенков Дмитро Борисович            |      | Партія регіонів              | 208        | 13.03.2007          | 23.11.2007         |
| Горбенко Наталія Арсентіївна           |      | Партія регіонів              | 209        | 20.03.2007          | 23.11.2007         |
| Касянюк Олександр Ростиславович        |      | Партія регіонів              | 210        | 22.05.2007          | 23.11.2007         |
| Шкіра Ігор Романович                   |      | Партія регіонів              | 211        | 30.05.2007          | 23.11.2007         |
| Тимошенко Юлія Володимирівна           |      | Блок Юлії Тимошенко          | 1          | 25.05.2006          | 14.06.2007         |
| Турчинов Олександр Валентинович        |      | Блок Юлії Тимошенко          | 2          | 25.05.2006          | 15.06.2007         |
| Томенко Микола Володимирович           |      | Блок Юлії Тимошенко          | 3          | 25.05.2006          | 14.06.2007         |
| Онопенко Василь Васильович             |      | Блок Юлії Тимошенко          | 4          | 25.05.2006          | 05.10.2006         |
| Шевченко Андрій Віталійович            |      | Блок Юлії Тимошенко          | 5          | 25.05.2006          | 15.06.2007         |
| Лук'яненко Левко Григорович            |      | Блок Юлії Тимошенко          | 6          | 25.05.2006          | 15.06.2007         |
| Омельченко Григорій Омелянович         |      | Блок Юлії Тимошенко          | 7          | 07.06.2006          | 15.06.2007         |
| Курило Віталій Семенович               |      | Блок Юлії Тимошенко          | 8          | 25.05.2006          | 15.06.2007         |
| Петрук Микола Миколайович              |      | Блок Юлії Тимошенко          | 9          | 25.05.2006          | 12.06.2007         |
| Суслов Євгеній Іванович                |      | Блок Юлії Тимошенко          | 10         | 25.05.2006          | 12.06.2007         |
| Білорус Олег Григорович                |      | Блок Юлії Тимошенко          | 11         | 25.05.2006          | 12.06.2007         |
| Федорчук Ярослав Петрович              |      | Блок Юлії Тимошенко          | 12         | 25.05.2006          | 12.06.2007         |
| Шкіль Андрій Васильович                |      | Блок Юлії Тимошенко          | 13         | 25.05.2006          | 12.06.2007         |
| Волинець Михайло Якович                |      | Блок Юлії Тимошенко          | 14         | 25.05.2006          | 12.06.2007         |
| Семинога Анатолій Іванович             |      | Блок Юлії Тимошенко          | 15         | 25.05.2006          | 15.06.2007         |
| Терьохін Сергій Анатолійович           |      | Блок Юлії Тимошенко          | 16         | 25.05.2006          | 15.06.2007         |
| Сас Сергій Володимирович               |      | Блок Юлії Тимошенко          | 17         | 25.05.2006          | 12.06.2007         |
| Таран-Терен Віктор Васильович          |      | Блок Юлії Тимошенко          | 18         | 25.05.2006          | 14.06.2007         |
| Зубов Валентин Сергійович              |      | Блок Юлії Тимошенко          | 19         | 25.05.2006          | 12.06.2007         |
| Кирильчук Євген Іванович               |      | Блок Юлії Тимошенко          | 20         | 25.05.2006          | 12.06.2007         |
| Шевчук Сергій Володимирович            |      | Блок Юлії Тимошенко          | 21         | 25.05.2006          | 12.06.2007         |
| Яворівський Володимир Олександрович    |      | Блок Юлії Тимошенко          | 22         | 25.05.2006          | 12.06.2007         |
| Чичков Валерій Михайлович              |      | Блок Юлії Тимошенко          | 23         | 25.05.2006          | 23.11.2007         |
| Левцун Володимир Іванович              |      | Блок Юлії Тимошенко          | 24         | 25.05.2006          | 15.06.2007         |
| Кожем'якін Андрій Анатолійович         |      | Блок Юлії Тимошенко          | 25         | 25.05.2006          | 12.06.2007         |
| Ляшко Олег Валерійович                 |      | Блок Юлії Тимошенко          | 26         | 25.05.2006          | 12.06.2007         |
| Губський Богдан Володимирович          |      | Блок Юлії Тимошенко          | 27         | 25.05.2006          | 15.06.2007         |
| Кальченко Валерій Михайлович           |      | Блок Юлії Тимошенко          | 28         | 25.05.2006          | 12.06.2007         |
| Мостіпан Уляна Миколаївна              |      | Блок Юлії Тимошенко          | 29         | 25.05.2006          | 14.06.2007         |
| Олійник Володимир Миколайович          |      | Блок Юлії Тимошенко          | 30         | 25.05.2006          | 23.11.2007         |
| Швець Віктор Дмитрович                 |      | Блок Юлії Тимошенко          | 31         | 25.05.2006          | 12.06.2007         |
| Антіпов Олег Миколайович               |      | Блок Юлії Тимошенко          | 32         | 25.05.2006          | 23.11.2007         |
| Воротнюк Ігор Борисович                |      | Блок Юлії Тимошенко          | 33         | 25.05.2006          | 12.06.2007         |
| Корж Віталій Терентійович              |      | Блок Юлії Тимошенко          | 34         | 25.05.2006          | 12.06.2007         |
| Шлемко Дмитро Васильович               |      | Блок Юлії Тимошенко          | 35         | 25.05.2006          | 12.06.2007         |
| Курпіль Степан Володимирович           |      | Блок Юлії Тимошенко          | 36         | 25.05.2006          | 12.06.2007         |
| Буряк Сергій Васильович                |      | Блок Юлії Тимошенко          | 37         | 25.05.2006          | 19.06.2007         |
| Деревляний Василь Тимофійович          |      | Блок Юлії Тимошенко          | 38         | 25.05.2006          | 12.06.2007         |
| Сушкевич Валерій Михайлович            |      | Блок Юлії Тимошенко          | 39         | 25.05.2006          | 12.06.2007         |
| Петренко Вадим Михайлович              |      | Блок Юлії Тимошенко          | 40         | 25.05.2006          | 12.06.2007         |
| Васадзе Таріел Шакрович                |      | Блок Юлії Тимошенко          | 41         | 25.05.2006          | 19.06.2007         |
| Данілов Олексій Мячеславович           |      | Блок Юлії Тимошенко          | 42         | 25.05.2006          | 23.11.2007         |
| Фельдман Олександр Борисович           |      | Блок Юлії Тимошенко          | 43         | 25.05.2006          | 15.06.2007         |
| Веревський Андрій Михайлович           |      | Блок Юлії Тимошенко          | 44         | 25.05.2006          | 14.06.2007         |
| Баграєв Микола Георгійович             |      | Блок Юлії Тимошенко          | 45         | 25.05.2006          | 14.06.2007         |
| Немиря Григорій Михайлович             |      | Блок Юлії Тимошенко          | 46         | 25.05.2006          | 14.06.2007         |
| Сігал Євген Якович                     |      | Блок Юлії Тимошенко          | 47         | 25.05.2006          | 15.06.2007         |
| Луцький Максим Георгійович             |      | Блок Юлії Тимошенко          | 48         | 25.05.2006          | 23.11.2007         |
| Забзалюк Роман Омелянович              |      | Блок Юлії Тимошенко          | 49         | 25.05.2006          | 12.06.2007         |
| Полохало Володимир Іванович            |      | Блок Юлії Тимошенко          | 50         | 25.05.2006          | 12.06.2007         |
| Осика Сергій Григорович                |      | Блок Юлії Тимошенко          | 51         | 25.05.2006          | 15.06.2007         |
| Гасюк Петро Петрович                   |      | Блок Юлії Тимошенко          | 52         | 25.05.2006          | 12.06.2007         |
| Ковзель Микола Олегович                |      | Блок Юлії Тимошенко          | 53         | 25.05.2006          | 12.06.2007         |
| Сідельник Іван Іванович                |      | Блок Юлії Тимошенко          | 54         | 25.05.2006          | 12.06.2007         |
| Шепелев Олександр Олександрович        |      | Блок Юлії Тимошенко          | 55         | 25.05.2006          | 15.06.2007         |
| Лук'янчук Руслан Валерійович           |      | Блок Юлії Тимошенко          | 56         | 25.05.2006          | 12.06.2007         |
| Міщенко Сергій Григорович              |      | Блок Юлії Тимошенко          | 57         | 25.05.2006          | 15.06.2007         |
| Логвиненко Олексій Степанович          |      | Блок Юлії Тимошенко          | 58         | 25.05.2006          | 15.06.2007         |
| Зубець Михайло Васильович              |      | Блок Юлії Тимошенко          | 59         | 25.05.2006          | 23.11.2007         |
| Хмельницький Василь Іванович           |      | Блок Юлії Тимошенко          | 60         | 25.05.2006          | 23.11.2007         |
| Скибінецький Олександр Матвійович      |      | Блок Юлії Тимошенко          | 61         | 25.05.2006          | 12.06.2007         |
| Жеваго Костянтин Валентинович          |      | Блок Юлії Тимошенко          | 62         | 25.05.2006          | 23.11.2007         |
| Вершиніна Інга Станіславівна           |      | Блок Юлії Тимошенко          | 63         | 25.05.2006          | 23.11.2007         |
| Зубик Володимир Володимирович          |      | Блок Юлії Тимошенко          | 64         | 25.05.2006          | 23.11.2007         |
| Куровський Іван Іванович               |      | Блок Юлії Тимошенко          | 65         | 25.05.2006          | 12.06.2007         |
| Портнов Андрій Володимирович           |      | Блок Юлії Тимошенко          | 66         | 25.05.2006          | 15.06.2007         |
| Кеменяш Олександр Михайлович           |      | Блок Юлії Тимошенко          | 67         | 25.05.2006          | 15.06.2007         |
| Єдін Олександр Йосипович               |      | Блок Юлії Тимошенко          | 68         | 25.05.2006          | 23.11.2007         |
| Буряк Олександр Васильович             |      | Блок Юлії Тимошенко          | 69         | 25.05.2006          | 15.06.2007         |
| Кириленко Іван Григорович              |      | Блок Юлії Тимошенко          | 70         | 25.05.2006          | 15.06.2007         |
| Крючков Дмитро Васильович              |      | Блок Юлії Тимошенко          | 71         | 25.05.2006          | 23.11.2007         |
| Костенко Павло Іванович                |      | Блок Юлії Тимошенко          | 72         | 25.05.2006          | 12.06.2007         |
| Лебедєв Павло Валентинович             |      | Блок Юлії Тимошенко          | 73         | 25.05.2006          | 23.11.2007         |
| Абдуллін Олександр Рафкатович          |      | Блок Юлії Тимошенко          | 74         | 25.05.2006          | 19.06.2007         |
| Писаренко Валерій Володимирович        |      | Блок Юлії Тимошенко          | 75         | 25.05.2006          | 15.06.2007         |
| Макієнко Володимир Петрович            |      | Блок Юлії Тимошенко          | 76         | 25.05.2006          | 14.06.2007         |
| Крук Юрій Борисович                    |      | Блок Юлії Тимошенко          | 77         | 25.05.2006          | 12.06.2007         |
| Рибаков Ігор Олександрович             |      | Блок Юлії Тимошенко          | 78         | 25.05.2006          | 12.06.2007         |
| Королевська Наталія Юріївна            |      | Блок Юлії Тимошенко          | 79         | 25.05.2006          | 15.06.2007         |
| Толстенко Володимир Леонідович         |      | Блок Юлії Тимошенко          | 80         | 25.05.2006          | 23.11.2007         |
| Сенченко Андрій Віленович              |      | Блок Юлії Тимошенко          | 81         | 25.05.2006          | 19.06.2007         |
| Шишкіна Зоя Леонідівна                 |      | Блок Юлії Тимошенко          | 82         | 25.05.2006          | 12.06.2007         |
| Кравчук Петро Костянтинович            |      | Блок Юлії Тимошенко          | 83         | 25.05.2006          | 12.06.2007         |
| Триндюк Юрій Григорович                |      | Блок Юлії Тимошенко          | 84         | 25.05.2006          | 15.06.2007         |
| Гладій Михайло Васильович              |      | Блок Юлії Тимошенко          | 85         | 25.05.2006          | 23.11.2007         |
| Олійник Святослав Васильович           |      | Блок Юлії Тимошенко          | 86         | 25.05.2006          | 23.11.2007         |
| Чепинога Віталій Михайлович            |      | Блок Юлії Тимошенко          | 87         | 25.05.2006          | 14.06.2007         |
| Лабунська Анжеліка Вікторівна          |      | Блок Юлії Тимошенко          | 88         | 25.05.2006          | 14.06.2007         |
| Бондаренко Олена Федорівна             |      | Блок Юлії Тимошенко          | 89         | 25.05.2006          | 12.06.2007         |
| Ткаченко Володимир Володимирович       |      | Блок Юлії Тимошенко          | 90         | 25.05.2006          | 23.11.2007         |
| Шаманов Валерій Вікторович             |      | Блок Юлії Тимошенко          | 91         | 25.05.2006          | 15.06.2007         |
| Видрін Дмитро Гнатович                 |      | Блок Юлії Тимошенко          | 92         | 25.05.2006          | 23.11.2007         |
| Зозуля Руслан Петрович                 |      | Блок Юлії Тимошенко          | 93         | 25.05.2006          | 15.06.2007         |
| Шаго Євген Петрович                    |      | Блок Юлії Тимошенко          | 94         | 25.05.2006          | 12.06.2007         |
| Куренной Володимир Костянтинович       |      | Блок Юлії Тимошенко          | 95         | 25.05.2006          | 23.11.2007         |
| Сербін Юрій Сергійович                 |      | Блок Юлії Тимошенко          | 96         | 25.05.2006          | 12.06.2007         |
| Борзих Олександр Іванович              |      | Блок Юлії Тимошенко          | 97         | 25.05.2006          | 23.11.2007         |
| Буджерак Олександр Олександрович       |      | Блок Юлії Тимошенко          | 98         | 25.05.2006          | 12.06.2007         |
| Сивульський Микола Іванович            |      | Блок Юлії Тимошенко          | 99         | 25.05.2006          | 12.06.2007         |
| Кузьменко Петро Павлович               |      | Блок Юлії Тимошенко          | 100        | 25.05.2006          | 15.06.2007         |
| Пашинський Сергій Володимирович        |      | Блок Юлії Тимошенко          | 101        | 25.05.2006          | 14.06.2007         |
| Пєрєдєрій В'ячеслав Григорович         |      | Блок Юлії Тимошенко          | 102        | 25.05.2006          | 12.06.2007         |
| Надоша Олег Володимирович              |      | Блок Юлії Тимошенко          | 103        | 25.05.2006          | 23.11.2007         |
| Скубенко Володимир Петрович            |      | Блок Юлії Тимошенко          | 104        | 25.05.2006          | 15.06.2007         |
| Чудновський Віталій Олегович           |      | Блок Юлії Тимошенко          | 105        | 25.05.2006          | 14.06.2007         |
| Сінченко Сергій Григорович             |      | Блок Юлії Тимошенко          | 106        | 25.05.2006          | 23.11.2007         |
| Глусь Степан Карлович                  |      | Блок Юлії Тимошенко          | 108        | 25.05.2006          | 15.06.2007         |
| Потімков Сергій Юрійович               |      | Блок Юлії Тимошенко          | 109        | 25.05.2006          | 23.11.2007         |
| Радковський Олег Володимирович         |      | Блок Юлії Тимошенко          | 110        | 25.05.2006          | 14.06.2007         |
| Бірюк Лев Васильович                   |      | Блок Юлії Тимошенко          | 111        | 25.05.2006          | 12.06.2007         |
| Стасів Любов Володимирівна             |      | Блок Юлії Тимошенко          | 112        | 25.05.2006          | 23.11.2007         |
| Корнійчук Євген Володимирович          |      | Блок Юлії Тимошенко          | 113        | 25.05.2006          | 15.06.2007         |
| Лукашук Олег Григорович                |      | Блок Юлії Тимошенко          | 114        | 25.05.2006          | 12.06.2007         |
| Денісова Людмила Леонтіївна            |      | Блок Юлії Тимошенко          | 115        | 25.05.2006          | 19.06.2007         |
| Ковтуненко Олександр Володимирович     |      | Блок Юлії Тимошенко          | 116        | 25.05.2006          | 23.11.2007         |
| Поліщук Сергій Володимирович           |      | Блок Юлії Тимошенко          | 117        | 25.05.2006          | 23.11.2007         |
| Єресько Ігор Геннадійович              |      | Блок Юлії Тимошенко          | 118        | 25.05.2006          | 12.06.2007         |
| Вітенко Олена Андріївна                |      | Блок Юлії Тимошенко          | 119        | 25.05.2006          | 23.11.2007         |
| Зімін Євген Ігорович                   |      | Блок Юлії Тимошенко          | 121        | 25.05.2006          | 12.06.2007         |
| Дончак Володимир Андрійович            |      | Блок Юлії Тимошенко          | 122        | 25.05.2006          | 12.06.2007         |
| Камчатний Валерій Григорович           |      | Блок Юлії Тимошенко          | 123        | 25.05.2006          | 12.06.2007         |
| Константинов Євген Семенович           |      | Блок Юлії Тимошенко          | 124        | 25.05.2006          | 14.06.2007         |
| Замковенко Микола Іванович             |      | Блок Юлії Тимошенко          | 125        | 25.05.2006          | 23.11.2007         |
| Боднар Ольга Борисівна                 |      | Блок Юлії Тимошенко          | 126        | 25.05.2006          | 12.06.2007         |
| Рябека Олександр Григорович            |      | Блок Юлії Тимошенко          | 127        | 25.05.2006          | 14.06.2007         |
| Одарченко Юрій Віталійович             |      | Блок Юлії Тимошенко          | 128        | 25.05.2006          | 12.06.2007         |
| Жиденко Ігор Григорович                |      | Блок Юлії Тимошенко          | 130        | 25.05.2006          | 15.06.2007         |
| Радовець Арнольд Анатолійович          |      | Блок Юлії Тимошенко          | 131        | 25.05.2006          | 14.06.2007         |
| Шустік Олена Юріївна                   |      | Блок Юлії Тимошенко          | 132        | 25.05.2006          | 14.06.2007         |
| Гнаткевич Юрій Васильович              |      | Блок Юлії Тимошенко          | 135        | 17.10.2006          | 12.06.2007         |
| Єхануров Юрій Іванович                 |      | Блок «Наша Україна»          | 1          | 25.05.2006          | 08.06.2007         |
| Кінах Анатолій Кирилович               |      | Блок «Наша Україна»          | 2          | 25.05.2006          | 05.04.2007         |
| Тарасюк Борис Іванович                 |      | Блок «Наша Україна»          | 3          | 25.05.2006          | 12.09.2006         |
| Герасим'юк Ольга Володимирівна         |      | Блок «Наша Україна»          | 4          | 25.05.2006          | 08.06.2007         |
| Лижичко Руслана Степанівна             |      | Блок «Наша Україна»          | 5          | 25.05.2006          | 19.06.2007         |
| Кириленко В'ячеслав Анатолійович       |      | Блок «Наша Україна»          | 6          | 25.05.2006          | 08.06.2007         |
| Ляпіна Ксенія Михайлівна               |      | Блок «Наша Україна»          | 7          | 25.05.2006          | 08.06.2007         |
| Катеринчук Микола Дмитрович            |      | Блок «Наша Україна»          | 8          | 25.05.2006          | 08.06.2007         |
| Князевич Руслан Петрович               |      | Блок «Наша Україна»          | 9          | 25.05.2006          | 08.06.2007         |
| Григорович Лілія Степанівна            |      | Блок «Наша Україна»          | 10         | 25.05.2006          | 08.06.2007         |
| Стретович Володимир Миколайович        |      | Блок «Наша Україна»          | 11         | 25.05.2006          | 15.06.2007         |
| Матвієнко Анатолій Сергійович          |      | Блок «Наша Україна»          | 12         | 25.05.2006          | 14.06.2007         |
| Оніщук Микола Васильович               |      | Блок «Наша Україна»          | 13         | 25.05.2006          | 08.06.2007         |
| Танюк Леонід Степанович                |      | Блок «Наша Україна»          | 14         | 25.05.2006          | 23.11.2007         |
| Беспалий Борис Якович                  |      | Блок «Наша Україна»          | 15         | 25.05.2006          | 23.11.2007         |
| Ключковський Юрій Богданович           |      | Блок «Наша Україна»          | 16         | 25.05.2006          | 15.06.2007         |
| Куйбіда Василь Степанович              |      | Блок «Наша Україна»          | 17         | 25.05.2006          | 15.06.2007         |
| Оробець Юрій Миколайович               |      | Блок «Наша Україна»          | 18         | 25.05.2006          | 16.10.2006         |
| Білозір Оксана Володимирівна           |      | Блок «Наша Україна»          | 19         | 25.05.2006          | 08.06.2007         |
| Майко Віталій Іванович                 |      | Блок «Наша Україна»          | 20         | 25.05.2006          | 23.11.2007         |
| Мартиненко Микола Володимирович        |      | Блок «Наша Україна»          | 21         | 25.05.2006          | 14.06.2007         |
| Павленко Юрій Олексійович              |      | Блок «Наша Україна»          | 22         | 25.05.2006          | 12.09.2006         |
| Безсмертний Роман Петрович             |      | Блок «Наша Україна»          | 23         | 25.05.2006          | 15.06.2007         |
| Коваль Вячеслав Станіславович          |      | Блок «Наша Україна»          | 24         | 25.05.2006          | 08.06.2007         |
| Івченко Олексій Григорович             |      | Блок «Наша Україна»          | 25         | 25.05.2006          | 08.06.2007         |
| Зварич Роман Михайлович                |      | Блок «Наша Україна»          | 26         | 25.05.2006          | 14.09.2006         |
| Прокопович Наталія Володимирівна       |      | Блок «Наша Україна»          | 27         | 25.05.2006          | 08.06.2007         |
| Довгий Станіслав Олексійович           |      | Блок «Наша Україна»          | 28         | 25.05.2006          | 15.06.2007         |
| Гірник Євген Олексійович               |      | Блок «Наша Україна»          | 30         | 25.05.2006          | 08.06.2007         |
| Удовенко Геннадій Йосипович            |      | Блок «Наша Україна»          | 31         | 25.05.2006          | 23.11.2007         |
| Поляченко Володимир Аврумович          |      | Блок «Наша Україна»          | 32         | 25.05.2006          | 08.06.2007         |
| Порошенко Петро Олексійович            |      | Блок «Наша Україна»          | 33         | 25.05.2006          | 15.06.2007         |
| Шпиг Федір Іванович                    |      | Блок «Наша Україна»          | 34         | 25.05.2006          | 15.06.2007         |
| Левченко Катерина Борисівна            |      | Блок «Наша Україна»          | 35         | 25.05.2006          | 14.06.2007         |
| Гуреєв Василь Миколайович              |      | Блок «Наша Україна»          | 36         | 25.05.2006          | 23.11.2007         |
| Бондар Олександр Миколайович           |      | Блок «Наша Україна»          | 37         | 25.05.2006          | 14.06.2007         |
| Марущенко Володимир Станіславович      |      | Блок «Наша Україна»          | 38         | 25.05.2006          | 15.06.2007         |
| Лановий Володимир Тимофійович          |      | Блок «Наша Україна»          | 39         | 25.05.2006          | 08.06.2007         |
| Ющенко Петро Андрійович                |      | Блок «Наша Україна»          | 40         | 25.05.2006          | 14.06.2007         |
| Третьяков Олександр Юрійович           |      | Блок «Наша Україна»          | 41         | 25.05.2006          | 14.06.2007         |
| Полянчич Михайло Михайлович            |      | Блок «Наша Україна»          | 42         | 25.05.2006          | 08.06.2007         |
| Головатий Сергій Петрович              |      | Блок «Наша Україна»          | 43         | 25.05.2006          | 23.11.2007         |
| Волков Олександр Анатолійович          |      | Блок «Наша Україна»          | 44         | 25.05.2006          | 23.11.2007         |
| Джемілєв Мустафа                       |      | Блок «Наша Україна»          | 45         | 25.05.2006          | 15.06.2007         |
| Мойсик Володимир Романович             |      | Блок «Наша Україна»          | 46         | 25.05.2006          | 08.06.2007         |
| Кучеренко Олексій Юрійович             |      | Блок «Наша Україна»          | 47         | 25.05.2006          | 14.06.2007         |
| В'язівський Володимир Михайлович       |      | Блок «Наша Україна»          | 48         | 25.05.2006          | 08.06.2007         |
| Жебрівський Павло Іванович             |      | Блок «Наша Україна»          | 49         | 25.05.2006          | 08.06.2007         |
| Келестин Валерій Васильович            |      | Блок «Наша Україна»          | 50         | 25.05.2006          | 23.11.2007         |
| Чорноволенко Олександр Віленович       |      | Блок «Наша Україна»          | 51         | 25.05.2006          | 12.06.2007         |
| Гнатенко Лев Миколайович               |      | Блок «Наша Україна»          | 52         | 25.05.2006          | 23.11.2007         |
| Одайник Микола Миколайович             |      | Блок «Наша Україна»          | 53         | 25.05.2006          | 23.11.2007         |
| Король Віктор Миколайович              |      | Блок «Наша Україна»          | 54         | 25.05.2006          | 15.06.2007         |
| Артеменко Юрій Анатолійович            |      | Блок «Наша Україна»          | 55         | 25.05.2006          | 23.11.2007         |
| Аржевітін Станіслав Михайлович         |      | Блок «Наша Україна»          | 56         | 25.05.2006          | 15.06.2007         |
| Борисов Валерій Дмитрович              |      | Блок «Наша Україна»          | 57         | 25.05.2006          | 15.06.2007         |
| Горошкевич Олександр Сергійович        |      | Блок «Наша Україна»          | 58         | 25.05.2006          | 23.11.2007         |
| Кендзьор Ярослав Михайлович            |      | Блок «Наша Україна»          | 59         | 25.05.2006          | 15.06.2007         |
| Заплатинський Володимир Михайлович     |      | Блок «Наша Україна»          | 60         | 25.05.2006          | 23.11.2007         |
| Омельченко Олександр Олександрович     |      | Блок «Наша Україна»          | 61         | 25.05.2006          | 14.06.2007         |
| Яковина Микола Михайлович              |      | Блок «Наша Україна»          | 62         | 25.05.2006          | 14.06.2007         |
| Ружицький Антон Матвійович             |      | Блок «Наша Україна»          | 63         | 25.05.2006          | 23.11.2007         |
| Довгий Тарас Олексійович               |      | Блок «Наша Україна»          | 64         | 25.05.2006          | 15.06.2007         |
| Зейналов Едуард Джангірович            |      | Блок «Наша Україна»          | 65         | 25.05.2006          | 08.06.2007         |
| Федун Олексій Леонідович               |      | Блок «Наша Україна»          | 66         | 25.05.2006          | 23.11.2007         |
| Гуменюк Олег Іванович                  |      | Блок «Наша Україна»          | 67         | 25.05.2006          | 08.06.2007         |
| Жванія Давид Важаєвич                  |      | Блок «Наша Україна»          | 69         | 25.05.2006          | 23.11.2007         |
| Лопушанський Андрій Ярославович        |      | Блок «Наша Україна»          | 70         | 25.05.2006          | 15.06.2007         |
| Кріль Ігор Іванович                    |      | Блок «Наша Україна»          | 71         | 25.05.2006          | 15.06.2007         |
| Чубаров Рефат Абдурахманович           |      | Блок «Наша Україна»          | 72         | 25.05.2006          | 08.06.2007         |
| Карпук Володимир Георгійович           |      | Блок «Наша Україна»          | 73         | 25.05.2006          | 08.06.2007         |
| Поживанов Михайло Олександрович        |      | Блок «Наша Україна»          | 74         | 25.05.2006          | 08.06.2007         |
| Сокирко Микола Васильович              |      | Блок «Наша Україна»          | 75         | 25.05.2006          | 23.11.2007         |
| Богашева Наталія Владиславівна         |      | Блок «Наша Україна»          | 76         | 25.05.2006          | 15.06.2007         |
| Тополов Віктор Семенович               |      | Блок «Наша Україна»          | 77         | 25.05.2006          | 19.06.2007         |
| Шкрібляк Анатолій Васильович           |      | Блок «Наша Україна»          | 78         | 25.05.2006          | 23.11.2007         |
| Круць Микола Федорович                 |      | Блок «Наша Україна»          | 79         | 25.05.2006          | 08.06.2007         |
| Шкутяк Зіновій Васильович              |      | Блок «Наша Україна»          | 80         | 25.05.2006          | 08.06.2007         |
| Давимука Степан Антонович              |      | Блок «Наша Україна»          | 81         | 25.05.2006          | 15.06.2007         |
| Сташевський Станіслав Телісфорович     |      | Блок «Наша Україна»          | 82         | 25.05.2006          | 08.06.2007         |
| Бичков Сергій Анатолійович             |      | Блок «Наша Україна»          | 83         | 14.09.2006          | 23.11.2007         |
| Шкляр Володимир Борисович              |      | Блок «Наша Україна»          | 84         | 20.09.2006          | 15.06.2007         |
| Козаченко Олексій Олексійович          |      | Блок «Наша Україна»          | 85         | 20.09.2006          | 15.06.2007         |
| Лещенко Віктор Миколайович             |      | Блок «Наша Україна»          | 86         | 31.10.2006          | 23.11.2007         |
| Кульчинський Микола Георгійович        |      | Блок «Наша Україна»          | 87         | 28.11.2006          | 15.06.2007         |
| Костинюк Богдан Іванович               |      | Блок «Наша Україна»          | 88         | 31.05.2007          | 08.06.2007         |
| Мороз Олександр Олександрович          |      | Соціалістична партія України | 1          | 25.05.2006          | 23.11.2007         |
| Семенюк Валентина Петрівна             |      | Соціалістична партія України | 2          | 25.05.2006          | 12.09.2006         |
| Ніколаєнко Станіслав Миколайович       |      | Соціалістична партія України | 3          | 25.05.2006          | 12.09.2006         |
| Сподаренко Іван Васильович             |      | Соціалістична партія України | 4          | 25.05.2006          | 23.11.2007         |
| Червонописький Сергій Васильович       |      | Соціалістична партія України | 5          | 25.05.2006          | 23.11.2007         |
| Вінський Йосип Вікентійович            |      | Соціалістична партія України | 6          | 25.05.2006          | 23.11.2007         |
| Бокий Іван Сидорович                   |      | Соціалістична партія України | 7          | 25.05.2006          | 23.11.2007         |
| Бойко Володимир Семенович              |      | Соціалістична партія України | 8          | 25.05.2006          | 23.11.2007         |
| Деркач Андрій Леонідович               |      | Соціалістична партія України | 9          | 25.05.2006          | 02.11.2006         |
| Малиновський Олексій Петрович          |      | Соціалістична партія України | 10         | 25.05.2006          | 23.11.2007         |
| Бульба Степан Степанович               |      | Соціалістична партія України | 11         | 25.05.2006          | 23.11.2007         |
| Цушко Василь Петрович                  |      | Соціалістична партія України | 12         | 25.05.2006          | 14.12.2006         |
| Кунченко Олексій Петрович              |      | Соціалістична партія України | 13         | 25.05.2006          | 23.11.2007         |
| Рудьковський Микола Миколайович        |      | Соціалістична партія України | 14         | 25.05.2006          | 12.09.2006         |
| Гончаров Михайло Олександрович         |      | Соціалістична партія України | 15         | 25.05.2006          | 23.11.2007         |
| Гармаш Галина Федорівна                |      | Соціалістична партія України | 16         | 25.05.2006          | 23.11.2007         |
| Волга Василь Олександрович             |      | Соціалістична партія України | 17         | 25.05.2006          | 23.11.2007         |
| Мендусь Ярослав Петрович               |      | Соціалістична партія України | 18         | 25.05.2006          | 23.11.2007         |
| Бугаєць Анатолій Олександрович         |      | Соціалістична партія України | 19         | 25.05.2006          | 23.11.2007         |
| Баранівський Олександр Петрович        |      | Соціалістична партія України | 20         | 25.05.2006          | 23.11.2007         |
| Бондарчук Іван Миколайович             |      | Соціалістична партія України | 21         | 25.05.2006          | 23.11.2007         |
| Сільченко Василь Андрійович            |      | Соціалістична партія України | 22         | 25.05.2006          | 23.11.2007         |
| Садовий Микола Ілліч                   |      | Соціалістична партія України | 23         | 25.05.2006          | 23.11.2007         |
| Мордовець Леонід Михайлович            |      | Соціалістична партія України | 24         | 25.05.2006          | 23.11.2007         |
| Матвієнков Сергій Анатолійович         |      | Соціалістична партія України | 25         | 25.05.2006          | 23.11.2007         |
| Чукмасов Сергій Олександрович          |      | Соціалістична партія України | 26         | 25.05.2006          | 23.11.2007         |
| Тарасов Володимир Володимирович        |      | Соціалістична партія України | 27         | 25.05.2006          | 23.11.2007         |
| Шибко Віталій Якович                   |      | Соціалістична партія України | 28         | 25.05.2006          | 23.11.2007         |
| Філіндаш Євген Васильович              |      | Соціалістична партія України | 29         | 25.05.2006          | 23.11.2007         |
| Поляков Василь Леонідович              |      | Соціалістична партія України | 30         | 25.05.2006          | 23.11.2007         |
| Кузьменко Сергій Леонідович            |      | Соціалістична партія України | 31         | 25.05.2006          | 23.11.2007         |
| Данілін Микола Олексійович             |      | Соціалістична партія України | 32         | 25.05.2006          | 23.11.2007         |
| Чмирь Сергій Михайлович                |      | Соціалістична партія України | 33         | 25.05.2006          | 23.11.2007         |
| Богачук Василь Степанович              |      | Соціалістична партія України | 34         | 14.09.2006          | 23.11.2007         |
| Савосін Геннадій Анатолійович          |      | Соціалістична партія України | 35         | 14.09.2006          | 23.11.2007         |
| Зубко Юрій Григорович                  |      | Соціалістична партія України | 36         | 14.09.2006          | 23.11.2007         |
| Урбанський Ігор Анатолійович           |      | Соціалістична партія України | 37         | 14.11.2006          | 23.11.2007         |
| Мельничук Михайло Васильович           |      | Соціалістична партія України | 38         | 15.12.2006          | 23.11.2007         |
| Симоненко Петро Миколайович            |      | Комуністична партія України  | 1          | 25.05.2006          | 23.11.2007         |
| Мартинюк Адам Іванович                 |      | Комуністична партія України  | 2          | 25.05.2006          | 23.11.2007         |
| Герасимов Іван Олександрович           |      | Комуністична партія України  | 3          | 25.05.2006          | 23.11.2007         |
| Самойлик Катерина Семенівна            |      | Комуністична партія України  | 4          | 25.05.2006          | 23.11.2007         |
| Парубок Омелян Никонович               |      | Комуністична партія України  | 5          | 25.05.2006          | 23.11.2007         |
| Заклунна-Мироненко Валерія Гавриїлівна |      | Комуністична партія України  | 6          | 25.05.2006          | 23.11.2007         |
| Голуб Олександр Володимирович          |      | Комуністична партія України  | 7          | 25.05.2006          | 23.11.2007         |
| Матвєєв Валентин Григорович            |      | Комуністична партія України  | 8          | 25.05.2006          | 23.11.2007         |
| Ткаченко Олександр Миколайович         |      | Комуністична партія України  | 9          | 25.05.2006          | 23.11.2007         |
| Цибенко Петро Степанович               |      | Комуністична партія України  | 10         | 25.05.2006          | 23.11.2007         |
| Кравченко Микола Васильович            |      | Комуністична партія України  | 11         | 25.05.2006          | 23.11.2007         |
| Наливайко Анатолій Михайлович          |      | Комуністична партія України  | 12         | 25.05.2006          | 23.11.2007         |
| Кілінкаров Спірідон Павлович           |      | Комуністична партія України  | 13         | 25.05.2006          | 23.11.2007         |
| Алексєєв Ігор Вікторович               |      | Комуністична партія України  | 14         | 25.05.2006          | 23.11.2007         |
| Борщевський Віктор Валентинович        |      | Комуністична партія України  | 15         | 25.05.2006          | 23.11.2007         |
| Мармазов Євген Васильович              |      | Комуністична партія України  | 16         | 25.05.2006          | 23.11.2007         |
| Александровська Алла Олександрівна     |      | Комуністична партія України  | 17         | 25.05.2006          | 23.11.2007         |
| Пономаренко Георгій Григорович         |      | Комуністична партія України  | 18         | 25.05.2006          | 23.11.2007         |
| Грач Леонід Іванович                   |      | Комуністична партія України  | 19         | 25.05.2006          | 23.11.2007         |
| Оплачко Володимир Миколайович          |      | Комуністична партія України  | 20         | 25.05.2006          | 23.11.2007         |
| Бабурін Олексій Васильович             |      | Комуністична партія України  | 21         | 25.05.2006          | 23.11.2007         |